# Ariadna Welter
Ariadna Gloria Welter Vorhauer (Cidade do México em 29 de junho de 1930 – 13 de dezembro de 1998) foi uma atriz mexicana. Também creditada como Ariadne Welter, é irmã da também atriz de cinema dos Estados Unidos, Linda Christian (seu verdadeiro nome é Blanca Rosa Welter) que foi casada com o ator estadunidense Tyrone Power, tia de Romina Power e Taryn Power. No Brasil, é mais conhecida por interpretar "Esperança", em Maria do Bairro.

## Biografia
Seu pai, Gerardus Jacob Welter (1904–1981), era um executivo holandês da empresa petrolífera Royal Dutch Shell e sua mãe, Blanca Rosa Vorhauer Villalobos (1901–1992), era mexicana, descendente de espanhóis, alemães e franceses.
Iníciou sua brilhante carreira de atriz no cinema mexicano no final da década de 40 e logo foi atuar nos palcos e na televisão. Na televisão, entre tantos trabalhos, esta magnifica e talentosa atriz ficou conhecida no Brasil através da novela Maria do Bairro, exibida pelo SBT em 1997, onde deu vida a personagem Esperança, precepitora de Alícia. Foi casada três vezes, uma delas com o produtor Gustavo Alatriste que faleceu no dia 25 de junho de 2006 de câncer no pâncreas, na cidade de Houston, Texas-Estados Unidos.
Em julho de 1998, descobriu que tinha uma doença de fígado, que foi consequência de um processo de transfusão sangüinea realizada há mais de dez anos e requeria um transplante de fígado, que nunca chegou a ser realizado. Vítima de cirrose, Ariadna Welter faleceu ema 13 de dezembro de 1998, seis meses após diagnosticada a doença.
Faleceu aos 68 anos de idade, em sua residência em Lomas de Chapultepec, Cidade do México. Ao falecer, Ariadne Welter deixou três filhos: Miguel Skipsey, Gabriel Alatriste (que também já faleceu), e Miguel Gallego. Seu corpo foi cremado, e suas cinzas depositadas na cripta da família Welter Vorhauer, na igreja de San Agostín, em Polanco, Cidade do México. Seu último trabalho na televisão foi na telenovela "Sin tí", em 1998, com Gabriela Rivero. Não se sabe também se Ariadna Welter faleceu antes ou depois das gravações do último capítulo da telenovela.

## Filmografia

### Telenovelas
- Sin ti (1998)
- Mi querida Isabel (1997) … Tita
- Gente Bien (1997) … Consuelo
- Maria do Bairro (1995) … Esperança
- El extraño Retorno de Diana Salazar (1988) … Gloria
- Abandonada (1985) … Lucrecia
- Tania (1980) … Madame Dupont
- Verónica (1979) … Herminia
- Paloma (1975) … Mina Ballesteros
- Cristina Guzmán (1966)
- Cita con la muerte (1963)
- Las modelos (1963)
- El caminante (1962)
- Las momias de Guanajuato (1962)
- La brujula rota (1961)
- Divorciadas (1961)

### Filmes
- El prófugo (1992)
- Nacidos para morir (1991)
- El jugador (1991) … Madre de Pilar
- Escápate conmigo (1987) … Raymunda
- Picardía mexicana 3 (1986)
- Más vale pájaro en mano (1985)
- Siempre en domingo (1984)
- Emanuelo (1984)
- El sexo de los ricos (1984) … Madre de Diana
- Ya nunca más (1984) … Sr.ª Cecilia
- Esta y l'otra con un solo boleto (1983)
- Con el cuerpo prestado (1983) … Leonor Salgado de Arias
- Rocky Carambola (1981) … Lupe, la madre
- Las siete cucas (1981)
- Ángela Morante, ¿crimen o suicidio? (1981) … Madame
- El hombre sin miedo (1980) … Luisa Aparicio
- Verano salvaje (1980)
- Mexicano hasta las cachas (1979)
- Estas ruinas que ves (1979) … Doña Elvira Rapacejo de Revirado
- El alburero (1979)
- Raza de viboras (1978)
- El niño y la estrella (1976)
- Las mujeres panteras (1967) … Gloria Venus
- Rage (1966) … Blanca
- Esta noche no (1966) … Elena
- Pacto de sangre (1966)
- Mar sangriento (1965)
- Los asesinos del karate (1965)
- Cien gritos de terror (1965) … Maria Luisa
- La duquesa diabólica (1964)
- Dos caballeros de espada (1964) … Teresa, Marquesa de Olivares
- El Espadachín (1964)
- Los chacales (1963)
- El barón del terror (1962) … Bar girl
- Jóvenes y bellas (1962)
- The Devil's Hand (1962) … Donna Trent
- Contra viento y marea (1962) … Noviça
- Sor Juana Inés de la Cruz (1962)
- Los espadachines de la reina (1961)
- Muchachas que trabajan (1961)
- Tres tristes tigres (1961) … Queta
- Vacaciones en Acapulco (1961)
- Los desarraigados (1960) … Elena Gonzalez
- Captain David Grief (1960) … Martha
- Siguiendo pistas (1960) … Yolanda Quevedo
- El caso de una adolescente (1958)
- El ataúd del Vampiro (1958) … Marta González
- El boxeador (1958) … Carmen
- El último rebelde (1958) … Clara
- Échenme al gato (1958)
- El vampiro (1957) … Marta Gonzalez
- Locos peligrosos (1957) … María Mercedes
- Pies de gato (1957)
- Una piedra en el zapato (1956) … María Luisa Zúñiga
- Llamas contra el viento (1956)
- La ilegítima (1956)
- El secreto de una mujer (1955)
- Amor en cuatro tiempos (1955)
- Ensayo de un crimen (1955) … Carlota Cervantes
- Sombra verde (1954) … Yascara
- La rebelión de los colgados (1954) … Modesta Costa
- Prince of Foxes (1949)